# Forcipomyia swezeyana
Forcipomyia swezeyana är en tvåvingeart som beskrevs av Tokunaga och Murachi 1959. Forcipomyia swezeyana ingår i släktet Forcipomyia och familjen svidknott. Inga underarter finns listade i Catalogue of Life.